# Norderwöhrden

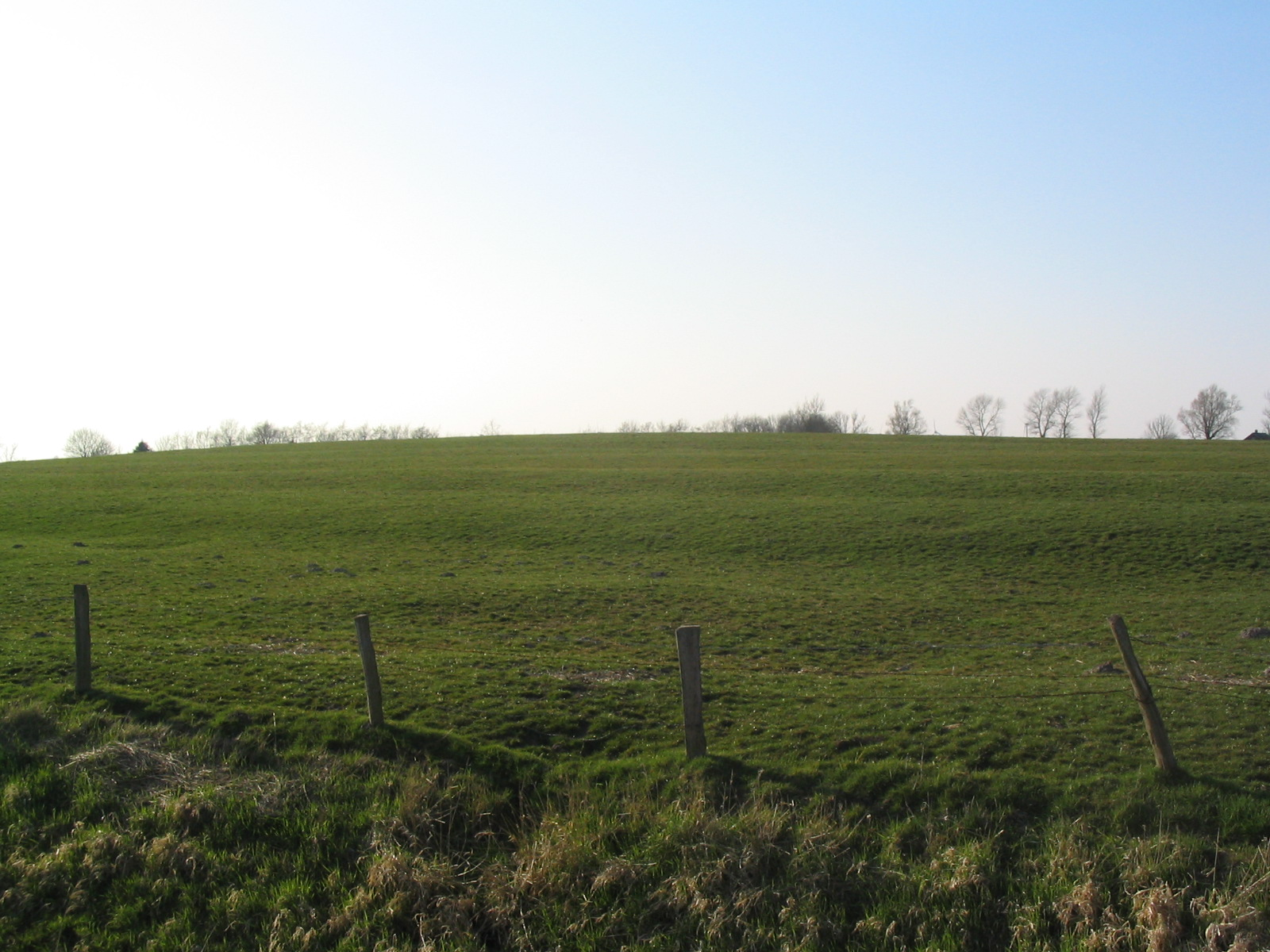
Wellinghusen: Alte Dorfwurt, errichtet im 8. Jahrhundert

Norderwöhrden ist eine Gemeinde im Kreis Dithmarschen in Schleswig-Holstein.

## Geografie

### Lage
Das Gemeindegebiet von Norderwöhrden erstreckt sich im Naturraum Dithmarscher Marsch (Haupteinheit Nr. 684) im Dreieck der Orte Heide, Büsum und Wesselburen. Sie liegt auf einer Linie mit Wöhrden, Hassenbüttel und Wesselburen.

### Gemeindegliederung
Die Gemeinde besteht aus einer Reihe von Siedllungspunkten, amtlich als Wohnplätze bezeichnet. Zur Gemeinde zählen die Dörfer Edemannswisch, Wellinghusen und Wennemannswisch. Weitere Ortsteile sind die Höfesiedlungen Dellweg , Edemannswurth, Nannemannshusen, Överwisch und Poppenhusen.

### Nachbargemeinden
Nachbargemeinden sind im Uhrzeigersinn im Nordwesten beginnend die Gemeinden Oesterwurth, Neuenkirchen und Wesseln, die Stadt Heide sowie die Gemeinden Lohe-Rickelshof, Wöhrden und Wesselburener Deichhausen.

## Geschichte
Der Name Norderwöhrden entstand, nachdem die Dithmarscher 1559 in der Letzten Fehde ihre Unabhängigkeit verloren hatten, die Bauernrepublik Dithmarschen in einen Nord- und einen Südteil getrennt wurde. Das alte Kirchspiel Wöhrden lag auf der Grenze, so dass der Wöhrdener Stadtkern mit Süderwöhrden in Süderdithmarschen lag, das Wöhrdener Hinterland als Norderwöhrden zu Norderdithmarschen kam.
Am 1. April 1934 wurde die Kirchspielslandgemeinde Norderwöhrden aufgelöst. Ihr Gebiet wurde in die Gemeinde Norderwöhrden überführt.
Während des Zweiten Weltkriegs lebten etwa 20 Kriegsgefangene in einem Norderwöhrdener Tagelöhnerhaus und wurden zur Zwangsarbeit in der Landwirtschaft eingesetzt. Der Ortsteil Edemannswisch kam 1960 an die zentrale Wasserversorgung.
Wellinghusen
Der Ortsteil Wellinghusen gehört zu den am besten erhaltenen und archäologisch dokumentierten frühmittelalterlichen Dorfwurten in Schleswig-Holstein. Bei Ausgrabungen zeigte sich 1994, dass Wellinghusen Ende des 7. Jahrhunderts als eine Siedlung mehrerer Wohnstallhäuser auf einem bis NN +1,80 m hohen Uferwall nahe einem Priel entstand. Es gehörte damit zur ersten Phase der Besiedlung der Dithmarscher Nordseemarschen nach der Völkerwanderungszeit und weist eine für diese Zeit typische Rundform auf. Die Wurt liegt westlich des bereits in der in den ersten nachchristlichen Jahrhunderten besiedelten Seemarschen, die seit etwa 500 n. Chr. aufgrund ihrer küstenfernen Lage zunehmend vermoorten.
Vor dem Siedlungsbeginn am Ende des 7. Jahrhunderts wuchs auf der Wurt vor allem Schilfrohr, das für die Anlage der Hofstellen und der saisonalen, nur im Sommer bewirtschafteten Äcker mit Hafer, Gerste und Leinanbau Platz machte. Vor allem aber nutzten die Bewohner die umliegende Salzmarsch als Viehweide für Rinder, Schafe und Pferde. Die Vegetation bestand aus Brackwasserpflanzen Milchkraut, Andeln, Salzbinsen, Schuppenmieren, Röhrkohl und auf etwas höhergelegenen Stellen Seggen, Straußgras und ebenfalls Schilfrohr.
Die Flachsiedlung wurde an einem Priel angelegt, über den eine Brücke führte. Im frühen 9. Jahrhundert wurden die einzelnen Hofplätze zu bis 3 m über NN hohen Hofwurten erhöht. Dabei wurde der Priel mit Mist verfüllt, so dass eine größere Dorfwurt entstand. Im 10. Jahrhundert erfolgte eine weitere Erhöhung und ein Wurtenausbau auf eine Höhe von 4 m über NN, weitere Auftragungen aus Klei sind noch bis in das 14. Jahrhundert hinein belegt. Insgesamt wuchs die Wurt auf 6,20 m über NN bei einem Durchmesser von 250 Meter. In der frühen Neuzeit befanden sich aber nur noch zwei Höfe auf der Wurt, dann wurde das Wurtendorf aufgegeben. Nördlich des alten Wurtendorfes entstand im 12. Jahrhundert die heutige Wurtsiedlung Wellinghusen, wie 1996 durchgeführte Ausgrabungen ergaben.

## Politik

### Gemeindevertretung
Bei der Kommunalwahl am 14. Mai 2023 wurden insgesamt neun Sitze vergeben. Diese fielen erneut alle an die Freie Wählergemeinschaft Norderwöhrden. Die Wahlbeteiligung betrug 58,8 %.

### Wappen
Blasonierung: „Von Rot und Grün durch einen leicht nach links versetzten silbernen Wellenpfahl, dieser belegt mit zwei blauen Wellenfäden, gespalten. Rechts ein silbernes Windrad, links fächerförmig zur Spaltung sieben goldene Ähren.“

## Religion
Norderwöhrden gehört zur evangelisch-lutherischen Kirchengemeinde Wöhrden.

## Wirtschaft und Infrastruktur

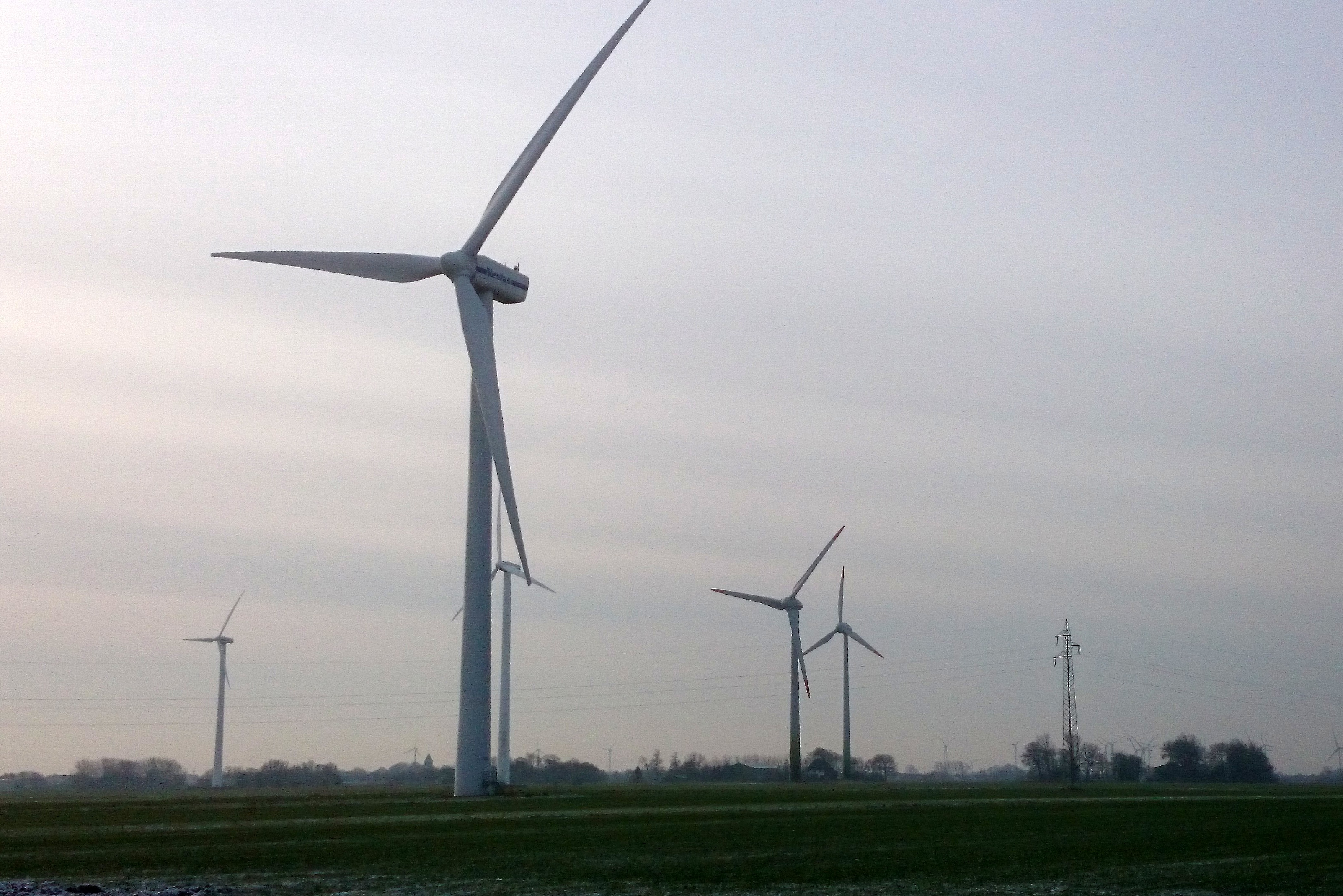
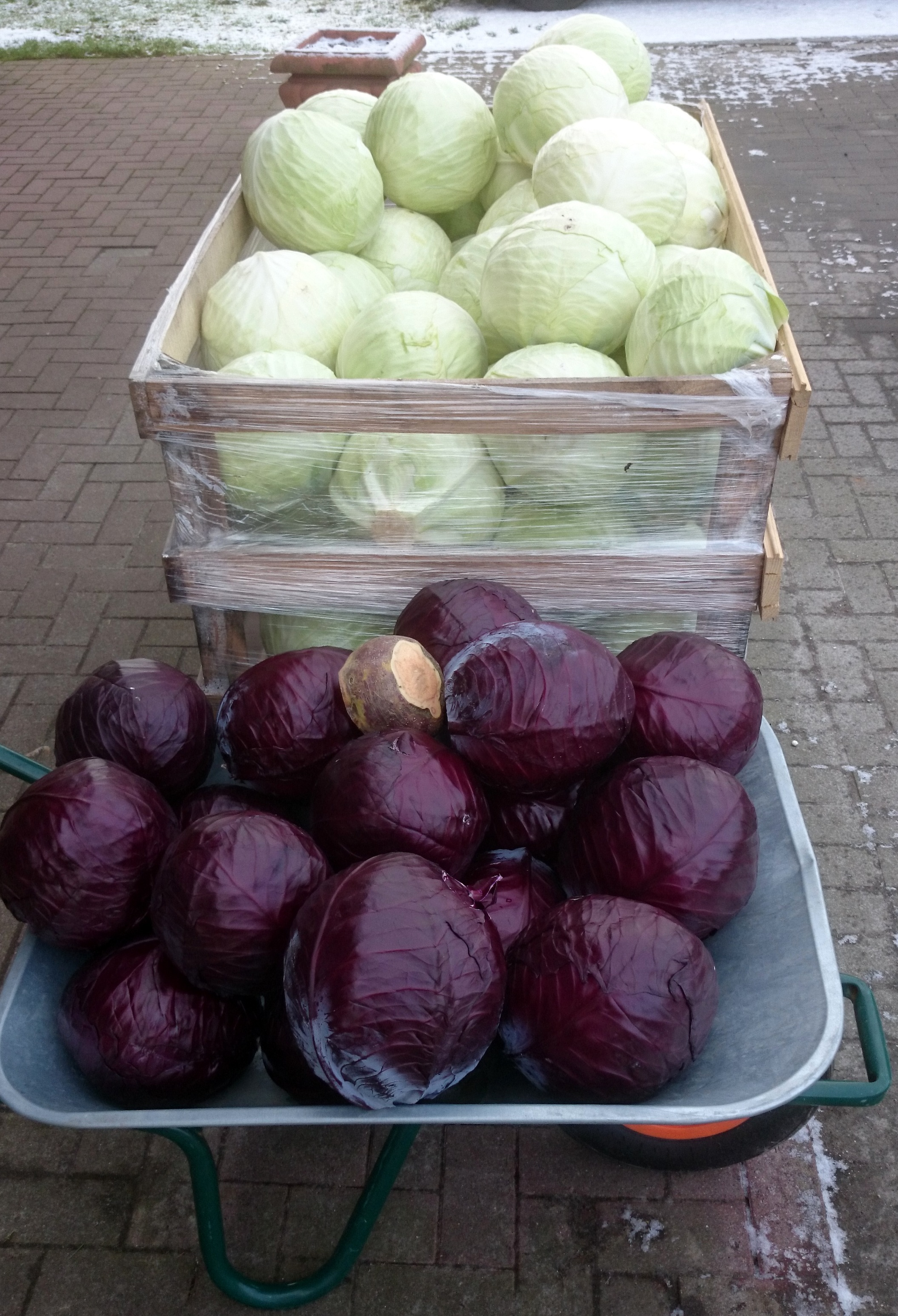
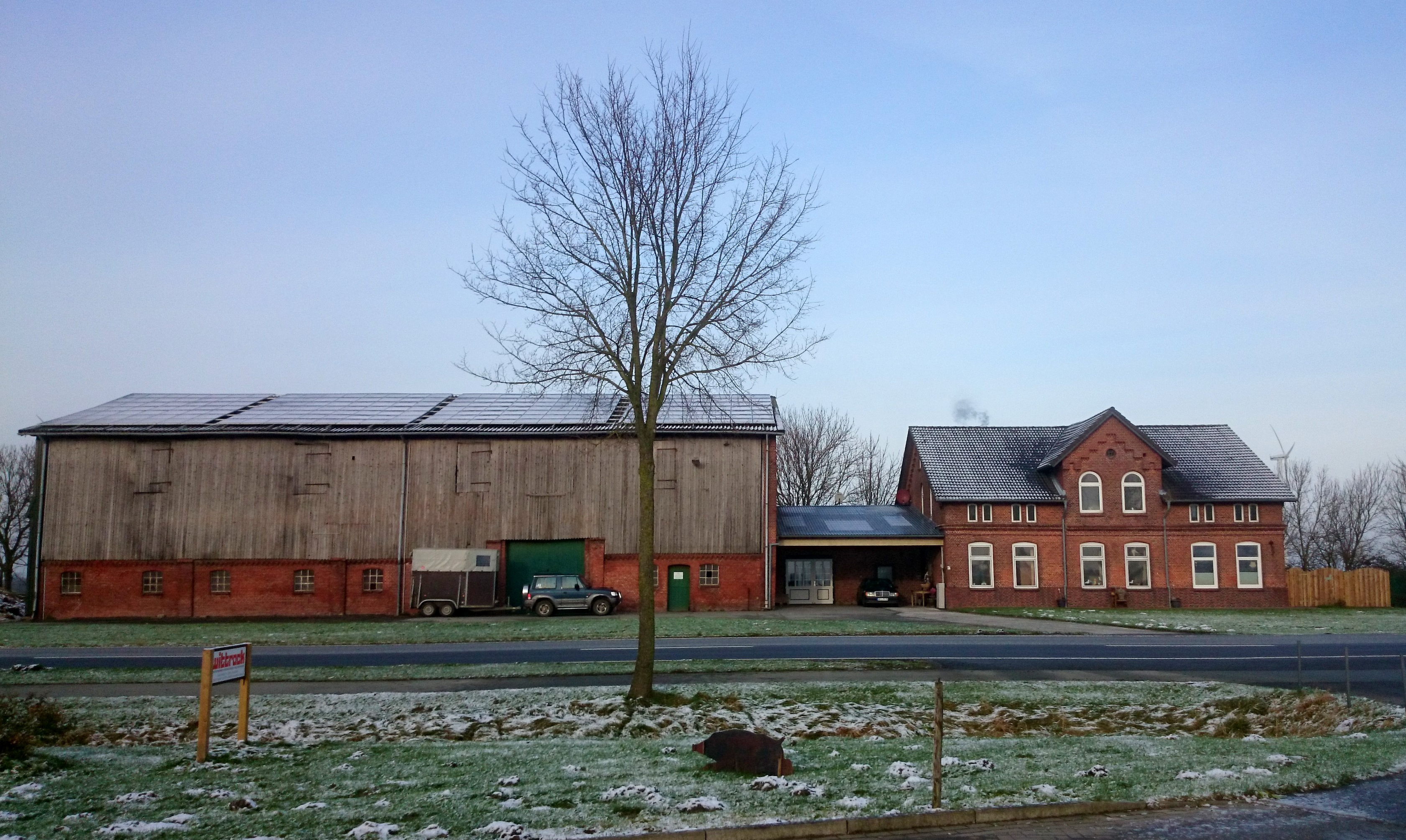
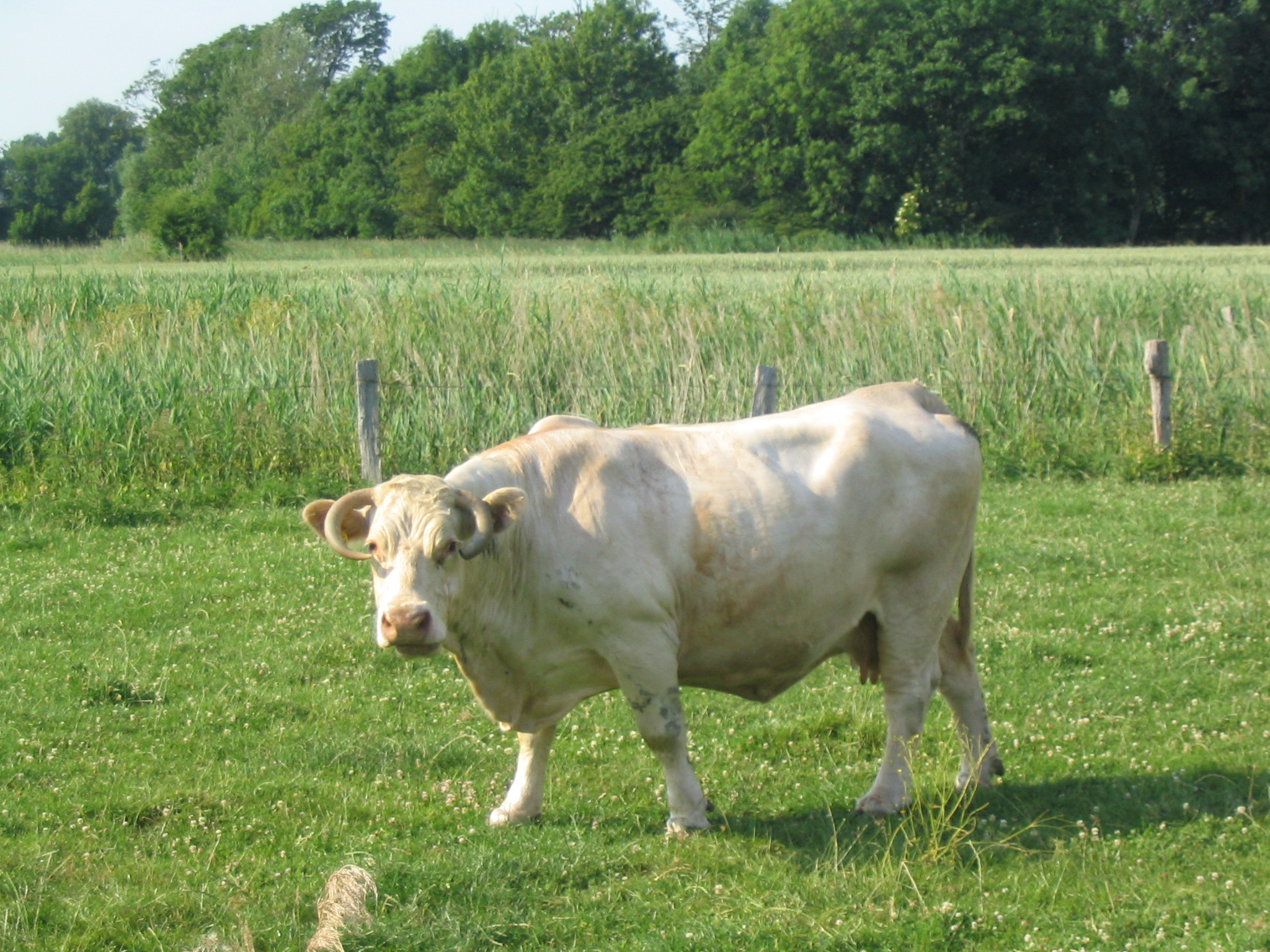

### Windenergie
In Norderwöhrden wird seit Ende der 1980er Jahre die Windenergie zur Stromerzeugung genutzt. Bis 2004 existierten vier Windparks mit insgesamt 21 Windkraftanlagen. Im Jahre 2017 wurde ein Repoweringprojekt beschlossen, bei dem über 40 verschiedene Altanlagen, die teilweise 30 Jahre in Betrieb waren, durch 22 moderne Windkraftanlagen des Typs Vestas V112-3.45 ersetzt werden sollen. Der Baubeginn ist für das dritte Quartal 2017 geplant.

### Batterieproduktion
Anfang 2022 gab das Batterieunternehmen Northvolt bekannt, nahe Heide eine Fabrik für Lithium-Ionen-Akkumulatoren errichten zu wollen; die angedachten Flächen liegen auf dem Gemeindegebiet von Norderwöhrden und Lohe-Rickelshof. In dem neuen Werk, das etwa 3000 Beschäftigten Arbeit bieten soll, sollen jährlich Batteriezellen mit ca. 60 GWh Kapazität hergestellt werden, was einer Million Elektroautos mit 60 kWh entspricht. Neben der Zellfertigung soll auch eine Recyclinganlage für alte E-Auto-Batterien entstehen. Als Ziel gab das Unternehmen an, die E-Auto-Batterien mit „dem geringsten ökologischen Fußabdruck in Kontinentaleuropa“ herzustellen, daher habe man sich für Heide entschieden, wo es aufgrund großer Mengen Strom aus Windenergie den saubersten Strom Deutschlands gebe. Zudem existiere eine gute Netzanbindung an Dänemark und Norwegen, die ebenfalls saubere Energie liefern könnten. Den Betrieb aufnehmen soll die Zellfertigung im Jahr 2025. Am 25. März 2024 wurde der symbolische Baubeginn begangen.

### Verkehr
Direkt durch den Ort führt die zum Eidersperrwerk verlaufende Landesstraße 155, die etwas südlich außerhalb des Ortes in die nach Heide und Büsum führende Bundesstraße 203 einmündet. Diese wiederum kreuzt im Gemeindegebiet die Bundesstraße 5, die die Verlängerung der Bundesautobahn 23 darstellt.

## Persönlichkeiten
- Peter Mohr (1777–1822), Schriftsteller und Dichter, geboren und gestorben in Wennemannswisch
- David Merkens (1866–unbekannt), Dichter und Bauer, Hofbesitzer in Poppenhusen bis 1908